# Martín Amigo

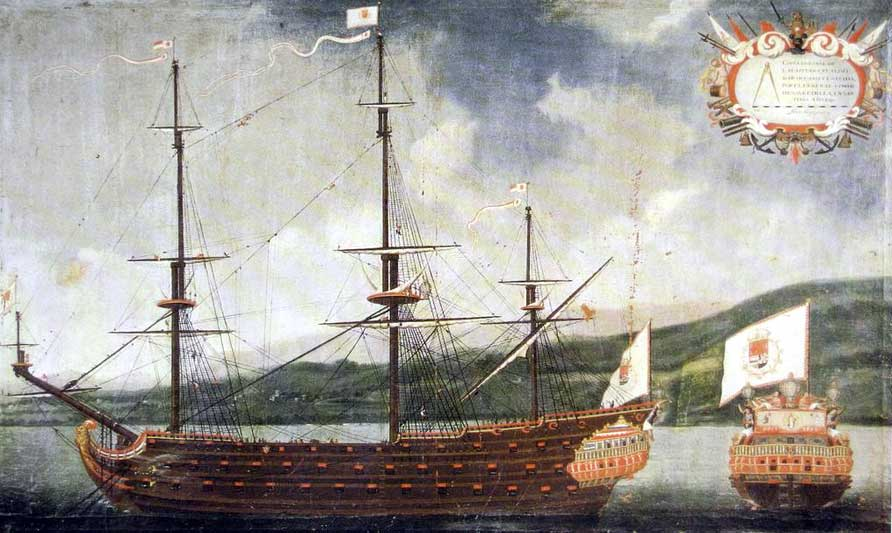
El navío Nuestra Señora de la Concepción y de las Ánimas, Capitana Real de la Mar Océana en el puerto de Santoña (1690; Arcenillas, Zamora).

Martín Amigo (documentado entre 1667 y 1694) fue un pintor barroco español nacido en Vitoria y activo en la provincia de Vizcaya, que introdujo el estilo de la escuela madrileña en el País Vasco, siendo considerado el mejor pintor de este estilo en aquellas tierras a pesar de su escasa producción conservada. 
Pertenecía a una familia de pintores, siendo su padre Juan de Amigo y su abuelo Diego Pérez de Cisneros también pintores, aunque sin duda Martín Amigo fue el mejor exponente de la saga familiar.
De él se conoce un reducido número de obras, si bien hay menciones escritas de varias más. Entre las conservadas destacan: la Inmaculada Concepción del Museo de Bellas Artes de Bilbao, firmada en 1669; un Martirio de San Pelayo en Beléndiz (Vizcaya); El navío la Capitana Real del Mar Océano, en Arcenillas (Zamora), del año 1690; o un Ecce Homo de 1694 localizado en la iglesia parroquial de los Santos Juanes  de Bilbao (Vizcaya). 
Consta que practicó el retrato, al menos en una ocasión. El Retrato de Johann Golling, un comerciante alemán que trabajó en Bilbao en el periodo 1661-72, se da por perdido, pero su imagen se conoce por una reproducción grabada por Jacob von Sandrart (sobrino del famoso artista y biógrafo Joachim von Sandrart), donde una inscripción señala a Martín Amigo como autor del original. Del grabado, doblemente singular porque muestra al personaje ante una vista del Casco Viejo de Bilbao, existen ejemplares en el citado museo bilbaíno y en el Rijksmuseum de Ámsterdam.
La escasez de obra conocida y de datos documentales hacen de Martín Amigo un pintor bastante olvidado a pesar de su real importancia.